# Frederico Barata (crítico de arte)
Frederico Raymundo Lopes Freire Barata (Manaus, 31 de agosto de 1900 - Rio de Janeiro, 7 de maio de 1962) foi um jornalista, arqueólogo e crítico de arte brasileiro. Figura de destaque no grupo Diários Associados, atuou na fundação e modernização de diversos periódicos e emissoras de rádio e televisão no país. Paralelamente, destacou-se como crítico e colecionador de arte, tendo papel relevante na gênese do Museu de Arte de São Paulo (MASP) e na difusão do modernismo no Pará. Seu interesse pelas culturas amazônicas o levou ainda a reunir uma das mais expressivas coleções arqueológicas da região, hoje preservada no Museu Paraense Emílio Goeldi.

## Origens e formação
Frederico Barata foi o segundo de oito filhos homens de Maria Lopes Barata e Manuel de Mello Freire Barata que chegaram à idade adulta. Integrava a influente família Barata, de raízes no estado do Pará, amplamente reconhecida por sua atuação política durante a Primeira República. Era sobrinho do senador Manuel de Melo Cardoso Barata, membro da Assembleia Constituinte de 1891, e primo do também senador e governador paraense Joaquim Magalhães Barata. Seu irmão mais velho, Hamilton Barata, destacou-se como jornalista e escritor.
Nascido em Manaus, estudou no Gymnasio Amazonense. Em 1913, devido a dificuldades financeiras do pai, mudou-se com a família para Belém do Pará, onde concluiu os estudos no Liceu Paraense Paes de Carvalho. Em 1918, transferiu-se para o Rio de Janeiro a fim de cursar a Faculdade de Medicina, mas abandonou a formação no quinto ano para dedicar-se ao jornalismo.

## Carreira jornalística
Frederico Barata iniciou sua carreira jornalística no Rio Jornal, no matutino O Brasil e no Jornal do Povo, este último co-dirigido por seu irmão Hamilton Barata. Posteriormente, integrou a equipe de O Jornal — segundo algumas fontes, ainda sob a propriedade de Renato Toledo Lopes — onde atuou como repórter parlamentar, cobrindo os trabalhos da Câmara dos Deputados e do Senado. Reconhecido como analista perspicaz da cena política, consolidou-se na redação. 
Conhecera Assis Chateaubriand em 1924, no ateliê de Eliseu Visconti, localizado na Lapa, no Rio de Janeiro, e, com a aquisição de O Jornal por Chateaubriand — primeiro passo para a formação do conglomerado dos Diários Associados — ascendeu, no próprio jornal, aos cargos de secretário e, posteriormente, de diretor, tornando-se um dos principais colaboradores do empresário e mantendo com ele duradoura parceria profissional. Em discurso de homenagem na Academia Brasileira de Letras, Austregésilo de Athayde, então diretor da cadeia Diários Associados, declarou que Barata teria sido o "verdadeiro fundador" do grupo, por ter operacionalizado o projeto de Chateaubriand:
| “ | Se me perguntassem quem foi o verdadeiro fundador dos “Diários Associados” diria ter sido Frederico Barata, aduzindo que Chateaubriand e eu, evidentemente começamos a obra [...]. Mas o executor, o homem, o jornalista da tarimba da imprensa, que ia às bancas de jornal para dar expressão material e vida a essas grandes empresas, esse homem foi Frederico Barata. | ” |

Em 1928, Barata participou da criação da revista O Cruzeiro, ao lado do escritor e jornalista Carlos Malheiro Dias, na função de diretor-secretário. No ano seguinte, incumbido por Chateaubriand de fundar um novo diário em menos de quinze dias, lançou, em parceria com Cumplido de Sant’Anna, o vespertino Diário da Noite.
Como diretor dos Diários Associados, Barata recebeu a missão de modernizar diversos periódicos do grupo, entre eles o Diário de Pernambuco, no Recife, e o Estado de Minas, em Belo Horizonte. Em 1934, assumiu a direção do Diário de Notícias, em Porto Alegre, cargo que deixou em 1937, em meio às crises políticas que culminaram no exílio do interventor Flores da Cunha e no golpe do Estado Novo. Rompido por alguns anos com Assis Chateaubriand, em razão de divergências quanto aos métodos de financiamento do grupo, foi reintegrado em 1947. Nesse mesmo ano, retornou a Belém para comandar a expansão dos Diários Associados no Norte do país, exercendo a superintendência regional e destacando-se no relançamento do jornal A Província do Pará, na criação do vespertino A Vanguarda, e na direção do Jornal do Commercio, em Manaus. Teve papel central na implantação das rádios Baré (Manaus) e Marajoara (Belém) e, em 1961, participou da fundação da TV Marajoara, primeira emissora de televisão da capital do Pará, também integrante da rede dos Diários Associados.

## Crítico de arte

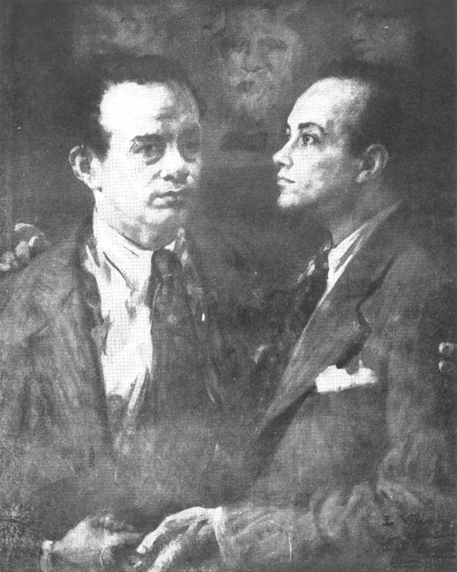
Pintura a óleo de Frederico Barata, retratado de frente e de perfil por seu amigo Eliseu Visconti, 1941

Além da carreira jornalística, Barata voltou-se às artes, atuando como colecionador de pintura brasileira moderna e crítico de arte. Foi membro da Associação Internacional de Críticos de Arte e da Sociedade dos Americanistas, ambas sediadas em Paris. Pioneiro no Brasil, introduziu seções diárias dedicadas às artes plásticas nos jornais que dirigia. Em 1927, coordenou a ambiciosa edição comemorativa do bicentenário do café, publicada por O Jornal, considerada uma das maiores empreitadas editoriais do período e que reuniu trabalhos de artistas consagrados de diferentes regiões do país.
O êxito da edição, ainda em 1927, despertou em Barata, Assis Chateaubriand e Eliseu Visconti a ideia de criar um museu de arte em São Paulo, projeto embrionário do que viria a ser o MASP. Mais tarde, Chateaubriand recordaria que ele e Barata acalentavam "o pensamento de uma casa de pintura e escultura, para formar o interesse da nossa gente pelas artes plásticas", adquirindo obras que eram então depositadas no ateliê de Visconti. Barata também teve papel decisivo quase duas décadas depois, em 1946, ao acompanhar Chateaubriand no encontro com Pietro Maria Bardi e participar, em diálogo com este, da formulação dos detalhes do futuro museu. Contribuindo para o acervo inicial, Barata doou, a pedido de Bardi, os quadros Cinco moças de Guaratinguetá (1930), de Di Cavalcanti, e A dama de verde (1908), de Artur Timóteo da Costa.
Vale ressaltar que a amizade de longa data com Visconti não apenas abriu a Barata o contato com Chateaubriand e a participação nos primeiros esboços do MASP, mas também se refletiu em sua dedicação crítica à obra do pintor. Barata escreveu a biografia de Visconti, publicada no livro Eliseu Visconti e seu tempo (1944), obra que permaneceu por muito tempo como a única dedicada especificamente ao artista.
Seu retorno a Belém, já adulto, é apontado como um fator de dinamização da vida cultural da cidade. Segundo o pintor ítalo-brasileiro Paolo Ricci, Barata teria introduzido no Pará, ainda que com 25 anos de atraso, os ventos modernistas da Semana de 1922. Trouxe do Rio de Janeiro um amplo acervo, instalando em sua residência na Praça Batista Campos uma variada pinacoteca, que se tornou ponto de referência cultural. Incentivou a produção artística local, atuando como jurado do Salão de Artes Plásticas do Governo do Estado, organizando encontros no Café Manduca, e promovendo a circulação de nomes internacionais em Belém, como o japonês Tadashi Kaminagai (1953) e, dois anos depois, o italiano Armando Balloni.
Especialista em arte e cultura da Amazônia, Barata aproveitava seus constantes deslocamentos entre Belém e Manaus para realizar pesquisas arqueológicas em Santarém, e reuniu uma coleção expressiva de cerâmicas marajoaras e tapajônicas, composta por mais de uma centena de peças inteiras e milhares de fragmentos — posteriormente incorporada ao acervo do Museu Paraense Emílio Goeldi. Nesse contexto, integrou o Instituto de Antropologia e Etnologia e lecionou Etnologia do Brasil na Faculdade de Filosofia, Ciências e Letras da Universidade do Pará, além de desenvolver estudos de estética regional. Entre seus trabalhos acadêmicos está Uma análise estilística da cerâmica de Santarém (1953), publicada pelo Ministério da Educação, além de ensaios de crítica de arte em periódicos.